# Microrégion de Rosário Oeste

Localisation de la microrégion de Rosário Oeste

La microrégion de Rosário Oeste est l'une des quatre microrégions qui subdivisent le centre-sud de l'État du Mato Grosso au Brésil.
Elle comporte 3 municipalités qui regroupaient 32 415 habitants en 2006 pour une superficie totale de 10 665 km².

## Municipalités[1]
- Acorizal
- Jangada
- Rosário Oeste